# Misha (cantante)
Misha, pseudonimo di Michaela Paľová (Michalovce, 6 marzo 1975), è una cantante slovacca.
È salita alla ribalta nel 2002 con la sua vittoria al talent show slovacco Coca-Cola Popstar. Ha vinto il premio Slávik come Cantante femminile dell'anno sia nel 2003 che nel 2004 in seguito al successo dei suoi primi due album Colors in My Life e Misha.

## Discografia

### Album in studio
- 2002 – Colors in My Life
- 2004 – Misha
- 2007 – 13000 krát
- 2010 – Ako nikdy predtým

### Raccolte
- 2012 – Dekada - Best of Misha

### Singoli
- 2002 – Náladu mi dvíhaš
- 2002 – Druhá
- 2003 – Naozajstné, dobré
- 2004 – Dobrý pocit
- 2004 – Barbecue
- 2005 – Stále
- 2006 – Možno sa to dá
- 2007 – Čiarky
- 2007 – Spomalíme svet
- 2008 – Afrodiziakum
- 2009 – Budeme Alright
- 2009 – Krídla
- 2012 – Dokonalý pár
- 2012 – Dávno preč